# ويليام جيمس أيلوارد
ويليام جيمس أيلوارد (بالإنجليزية: William James Aylward)‏ هو رسام أمريكي، ولد في 5 سبتمبر 1875 في ميلواكي في الولايات المتحدة، وتوفي في 26 فبراير 1956 في Bath, New York ‏ في الولايات المتحدة.